# Ляскі (Маковський повіт)
Ляскі (пол. Laski) — село в Польщі, у гміні Шелькув Маковського повіту Мазовецького воєводства.
Населення — 144 особи (2011).
У 1975-1998 роках село належало до Остроленцького воєводства.

## Демографія
Демографічна структура станом на 31 березня 2011 року:
|          | Загалом | Допрацездатний вік | Працездатний вік | Постпрацездатний вік |
| -------- | ------- | ------------------ | ---------------- | -------------------- |
| Чоловіки | 71      | 20                 | 42               | 9                    |
| Жінки    | 73      | 20                 | 36               | 17                   |
| Разом    | 144     | 40                 | 78               | 26                   |